# Changement climatique au Kenya
 (avril 2023).
La mise en forme du texte ne suit pas les recommandations de Wikipédia : il faut le « wikifier ».
Les points d'amélioration suivants sont les cas les plus fréquents. Le détail des points à revoir est peut-être précisé sur la page de discussion.
- Les titres sont pré-formatés par le logiciel. Ils ne sont ni en capitales, ni en gras.
- Le texte ne doit pas être écrit en capitales (les noms de famille non plus), ni en gras, ni en italique, ni en « petit »…
- Le gras n'est utilisé que pour surligner le titre de l'article dans l'introduction, une seule fois.
- L'italique est rarement utilisé : mots en langue étrangère, titres d'œuvres, noms de bateaux, etc.
- Les citations ne sont pas en italique mais en corps de texte normal. Elles sont entourées par des guillemets français : « et ».
- Les listes à puces sont à éviter, des paragraphes rédigés étant largement préférés. Les tableaux sont à réserver à la présentation de données structurées (résultats, etc.).
- Les appels de note de bas de page (petits chiffres en exposant, introduits par l'outil «  Source ») sont à placer entre la fin de phrase et le point final[comme ça].
- Les liens internes (vers d'autres articles de Wikipédia) sont à choisir avec parcimonie. Créez des liens vers des articles approfondissant le sujet. Les termes génériques sans rapport avec le sujet sont à éviter, ainsi que les répétitions de liens vers un même terme.
- Les liens externes sont à placer uniquement dans une section « Liens externes », à la fin de l'article. Ces liens sont à choisir avec parcimonie suivant les règles définies. Si un lien sert de source à l'article, son insertion dans le texte est à faire par les notes de bas de page.
- La présentation des références doit suivre les conventions bibliographiques. Il est recommandé d'utiliser les modèles {{Ouvrage}}, {{Chapitre}}, {{Article}}, {{Lien web}} et/ou {{Bibliographie}}. Le mode d'édition visuel peut mettre en forme automatiquement les références.
- Insérer une infobox (cadre d'informations à droite) n'est pas obligatoire pour parachever la mise en page.

Pour une aide détaillée, merci de consulter Aide:Wikification.
Si vous pensez que ces points ont été résolus, vous pouvez retirer ce bandeau et améliorer la mise en forme d'un autre article.

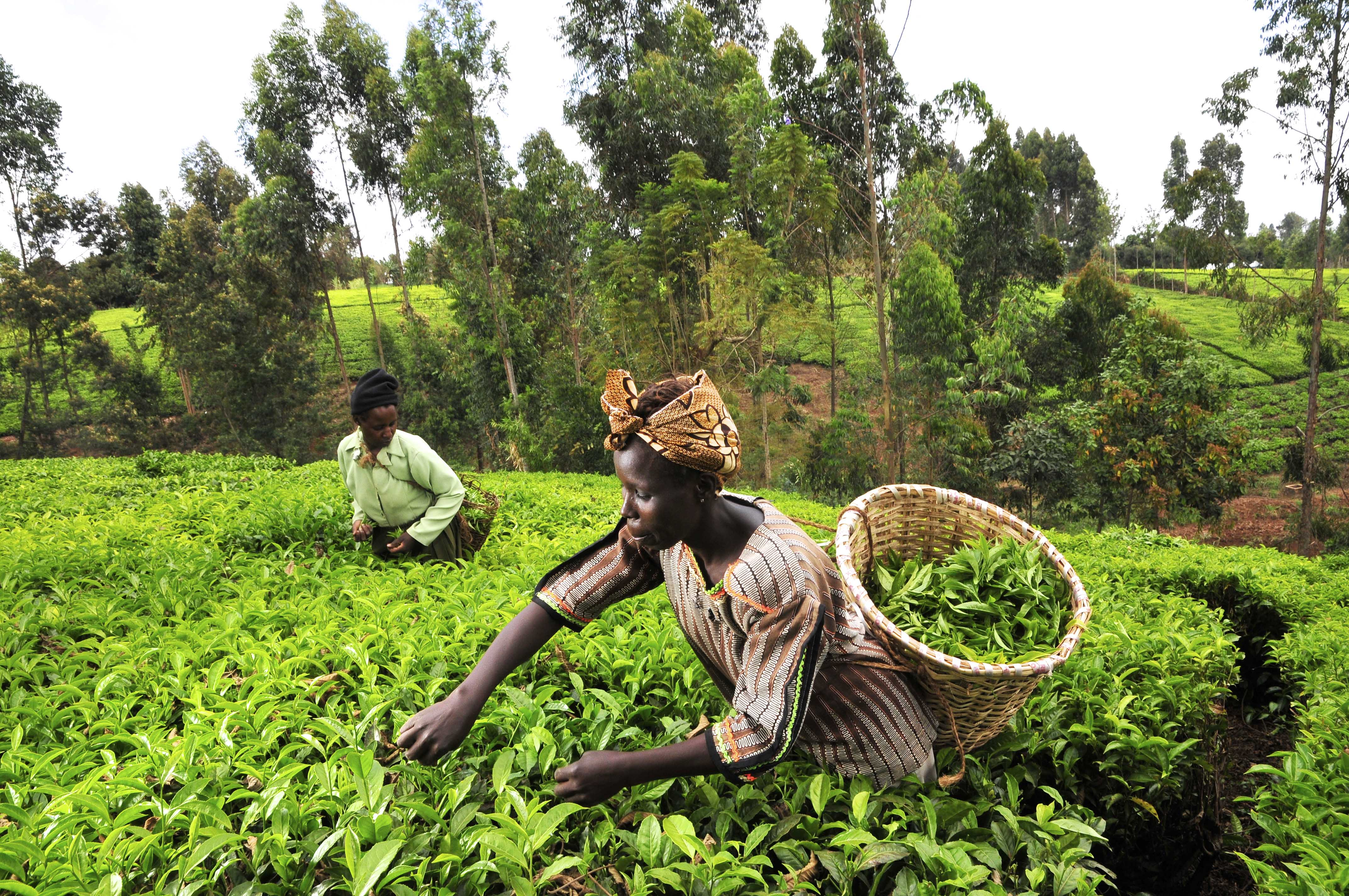
Des cueilleurs de thé dans la région du mont Kenya au Kenya, pour le projet Two Degrees Up, pour étudier l'impact du changement climatique sur l'agriculture.

Les émissions annuelles de dioxyde de carbone des combustibles fossiles, en millions de tonnes métriques de carbone, pour une variété de régions non superposées couvrant la Terre.

Le changement climatique au Kenya a de plus en plus d'impact sur la vie des citoyens et sur l'environnement.

## Contexte
Le changement climatique constitue un problème complexe. Bien qu'étant de nature environnementale, il a des répercussions sur le développement économique, la croissance de la population, le développement durable et la gestion des ressources. Les pays en développement ayant une faible capacité d'adaptation et une grande vulnérabilité au phénomène sont touchés de manière disproportionnée.

## Émissions de gaz à effet de serre
Les émissions annuelles de gaz à effet de serre du Kenya sont faibles à moins de 1 tonne par personne, totalisant moins de 100 millions de tonnes de CO2 par an,,, dont près d'un tiers provient de la déforestation,.
La moitié de l'électricité du Kenya est produite par l'hydroélectricité. Cependant, comme la production et la distribution d'électricité ne sont pas fiables, certaines entreprises manufacturières produisent de l'électricité supplémentaire à partir de sources de combustibles fossiles. Les sécheresses et l'évaporation croissante ont également réduit la capacité hydraulique, ce qui à son tour augmente l'utilisation de sources d'énergie plus polluantes[Pas dans la source].

## Effets néfastes
Les effets de ces changements climatiques ont rendu encore plus difficiles les défis déjà existants en matière de sécurité hydraulique, de sécurité alimentaire et de croissance économique. Les récoltes et la production agricole, qui représentent environ 33 %  du produit intérieur brut (PIB) total, sont également menacées. L'augmentation des températures, la variabilité des précipitations dans les zones arides et semi-arides et les vents violents associés aux cyclones tropicaux se sont combinés pour créer des conditions favorables à la reproduction et à la migration des ravageurs. Une augmentation de la température jusqu'à 2,5 °C d'ici 2050 devrait augmenter la fréquence des événements extrêmes tels que les inondations et les sécheresses.

## Impacts

### Sur l'environnement
Les conditions chaudes et sèches rendent les sécheresses ou les inondations provoquées par des changements climatiques extrêmes encore plus dangereuses. Les communautés côtières connaissent déjà l'élévation du niveau de la mer et les défis associés tels que l'intrusion d'eau salée. Le lac Victoria, le lac Turkana et d'autres lacs ont considérablement augmenté en taille entre 2010 et 2020  inondant les communautés riveraines. Tous ces facteurs ont un impact sur les populations à risque comme les communautés marginalisées, les femmes et les jeunes.

### Sur le milieu naturel

#### Changements de température
Les anomalies de température étaient positives chaque année depuis 2000 par rapport à la moyenne climatologique des années 1981 à 2010 selon les données satellitaires. L'analyse des tendances climatiques dans les zones arides et semi-arides du Kenya montre une augmentation de la température et une diminution des précipitations entre 1977 et 2014. Les impacts du changement climatique devraient être particulièrement prononcés dans les TASA où l'économie et les moyens de subsistance ruraux dépendent fortement des activités sensibles au climat, telles que le pastoralisme et la culture pluviale.

#### Montée du niveau de la mer

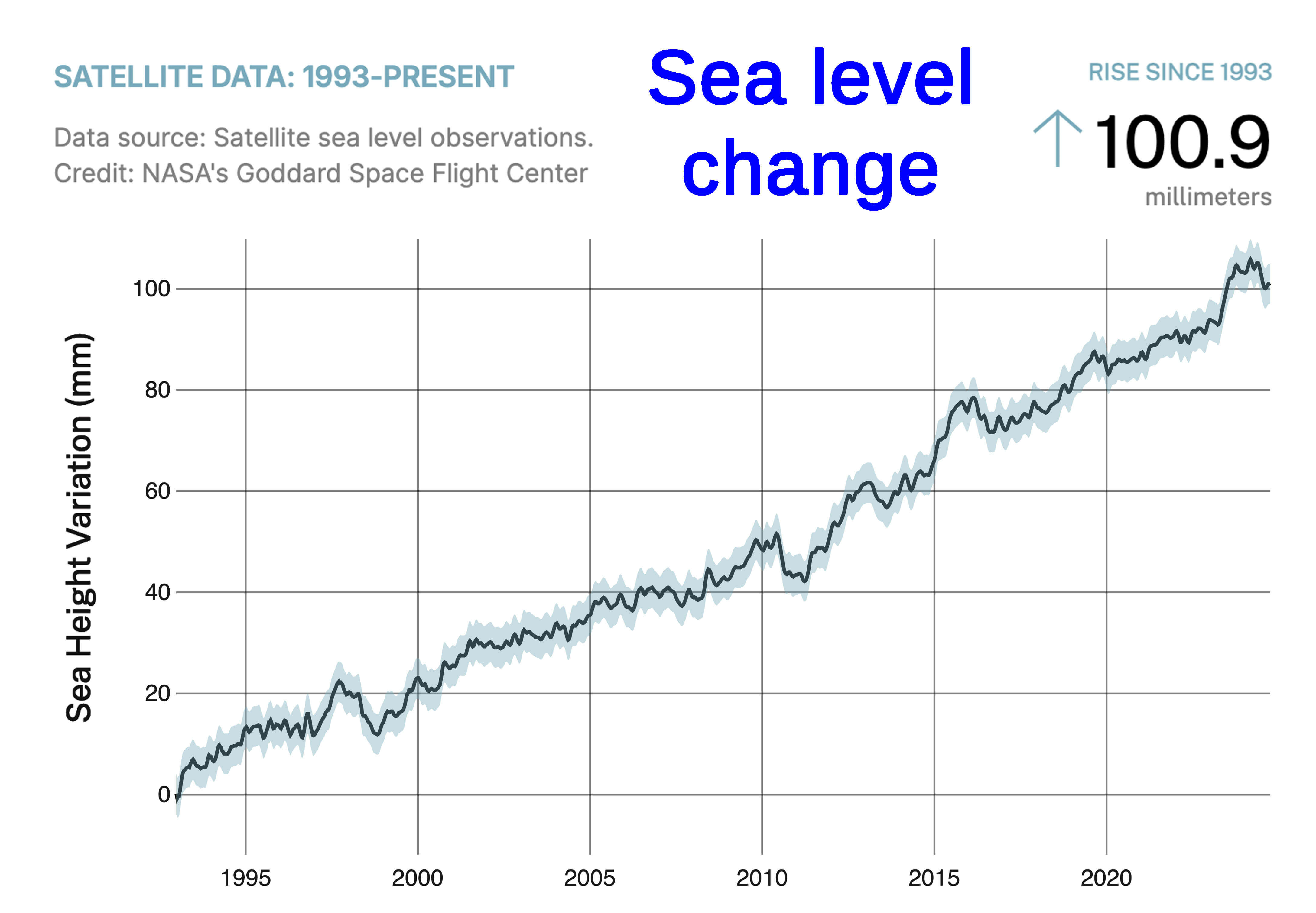
Observations de l'élévation du niveau de la mer par satellite de la NASA.

Actuellement, l'élevation annuelle du niveau de la mer est d'environ 3 mm par an. L'augmentation de l'ESL est un défi important pour près de 2,6 milliards de personnes dans la région de l'océan Indien pour s'adapter au changement climatique.
L'élévation du niveau de la mer entraînerait ainsi la destruction des infrastructures, y compris les ports d'amarrage des navires et les industries situées dans la région côtière si aucune stratégie d'adaptation n'est mise en œuvre et pourrait également conduire à des problèmes de salinisation, car les aquifères d'eau douce pourraient être contaminés.

#### Écosystèmes

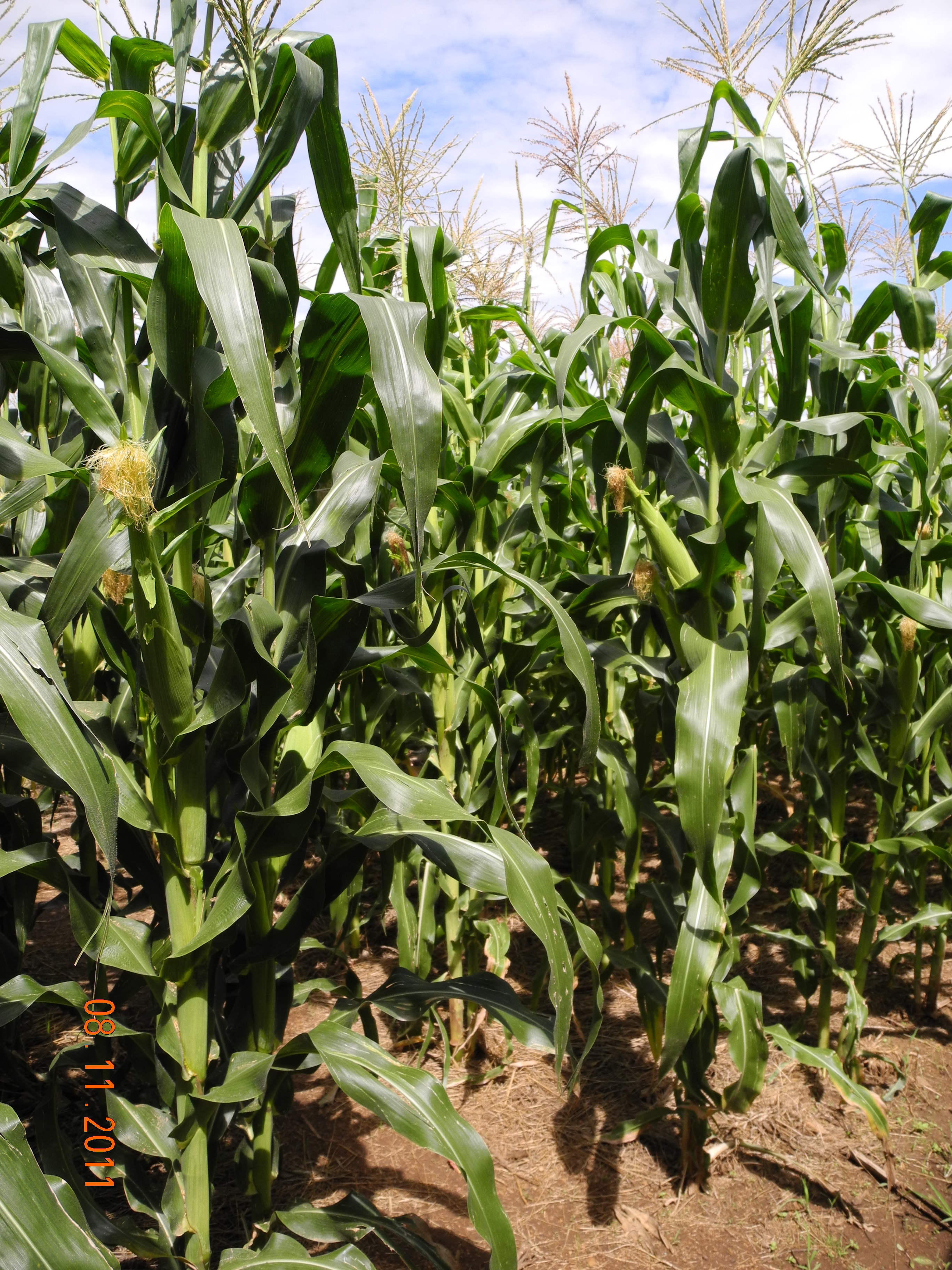
Plantation de maïs au Kenya.

La forêt couvre 7,4 % des terres du Kenya et fournit des services, notamment l'amélioration de la qualité de l'eau, la prévention de l'érosion et l'absorption des gaz à effet de serre, en plus d'être des habitats pour d'autres espèces sauvages. Environ 5 000 hectares de forêt sont perdus chaque année. De 1990 à 2015, le couvert forestier a diminué de 25 % (824 115 hectares), ce qui représente 33 000 hectares par an.
Le changement climatique est un phénomène qui perturbe de manière significative les services écosystémiques impliqués dans l'agriculture, en affectant la distribution des espèces, les relations inter-espèces et en modifiant l'efficacité des régimes de gestion. L'augmentation des températures, la variabilité des précipitations et les vents forts associés aux cyclones tropicaux se sont combinés pour créer des conditions favorables à la reproduction des insectes et des ravageurs. Par exemple, au début de 2020, certaines régions du Kenya et des pays voisins d'Afrique de l'Est ont été confrontées à des essaims massifs de criquets. Même s'il est difficile d'attribuer directement des infestations spécifiques au changement climatique, le changement climatique est connu pour être capable de modifier la dynamique d'alimentation et d'épidémie de certaines espèces d'insectes.

### Sur les ressources en eau

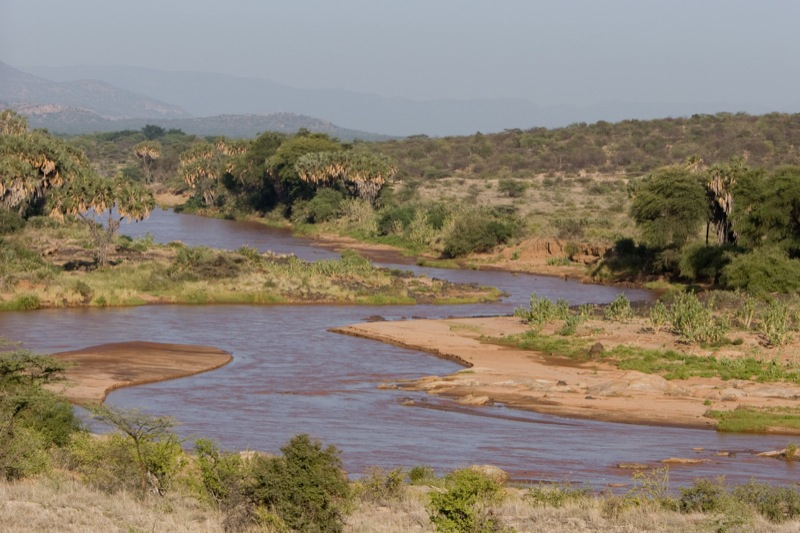
Rivière Shaba dans la réserve nationale de Shaba - l'une des ressources en eau qui sera affectée par le changement climatique au Kenya.

La reconstitution des nappes phréatiques, source majeure d'eau potable en Afrique, est menacée par la baisse des précipitations. Les niveaux de précipitations entre mars et mai/juin ont diminué en Afrique de l'Est depuis au moins les années 1980, et les pluies de mousson ont diminué entre 1948 et 2009 dans la Corne de l'Afrique. Le débit annuel de l'eau des rivières traversant l'Afrique de l'Est, comme le Nil, a diminué en raison du changement climatique. L'augmentation de la sécheresse et de la désertification devrait entraîner une pénurie accrue d'eau douce,. Alors que les normes internationales suggèrent que 1 000 m 3 d'eau devraient être disponibles par personne, seulement 586 m 3 étaient disponibles en 2010, et cela pourrait régresser à 293 m 3 d'ici 2050.

### Sur les personnes

#### Économie
Les secteurs les plus importants de l'économie kenyan sont l'agriculture et le tourisme, qui sont tous très vulnérables face au changement climatique. L'insécurité alimentaire causée par les sécheresses de 2014 à 2022 a touché environ 3,4 millions de personnes tandis qu'en 2018, environ 500 000 personnes ont perdu l'accès à l'eau. Le Kenya est la plus grande économie d'Afrique orientale et centrale, qui sert de plaque tournante diplomatique, de communication, financière et commerciale dans la région,. Les dommages économiques causés par la variabilité climatique et les phénomènes météorologiques extrêmes pourraient représenter 2,6 % du PIB d'ici 2030 si rien n'est fait.

#### Agriculture et élevage
Au Kenya, l'activité agricole est la composante importante du bien-être économique et social des ménages kenyans. Le changement climatique affecte déjà le secteur agricole du pays,, qui est responsable de plus de 33 % du PIB du Kenya et la principale source de subsistance pour 60 % de la population kenyane. Les trois quarts des produits agricoles du Kenya proviennent de petits agriculteurs. Dans certaines régions du Kenya, les températures peuvent dépasser 35°c. Le Kenya  est parmi les plus grands pays producteurs de thé au monde, le secteur du thé représentant environ un quart des recettes d'exportation totales et 4 % du PIB. L'industrie fournit des emplois ruraux qui sont essentiels à la réduction de la migration rurale-urbaine, mais les zones actuellement utilisées pour cultiver le thé devraient subir des contraintes climatiques accrues. Selon un rapport publié en mai 2021 par l'organisation caritative Christian Aid, le changement climatique réduira de plus d'un quart soit 26,2 %, les conditions optimales de production de thé au Kenya.

#### Santé
Le risque de maladies vectorielles et hydriques augmentera,:1. 83 millions de personnes devraient être exposées au seul risque de paludisme d'ici 2070:3, une maladie qui est déjà responsable de 5 % des décès chez les enfants de moins de cinq ans et qui occasionne des dépenses importantes:4. La dengue devrait également augmenter d'ici 2070:3.
Chez les personnes âgées de 65 ans et plus, la mortalité liée au stress thermique devrait passer de 2 décès pour 100 000 par an en 1990 à 45 pour 100 000 d'ici 2080:4,. Dans un scénario à faibles émissions, cela pourrait être limité à seulement 7 décès pour 100 000 en 2080. Dans un scénario d'émissions élevées, le changement climatique devrait exacerber les décès par diarrhée, causant environ 9 % de ces décès chez les enfants de moins de 15 ans d'ici 2030 et 13 % de ces décès d'ici 2050. La malnutrition pourrait augmenter jusqu'à 20 % d'ici 2050:4.

## Politique et législation du gouvernement
L'Autorité nationale de gestion de l'environnement au sein du ministère de l'Environnement et des Ressources minérales (MEMR), le Comité national de coordination des activités liées au changement climatique et le Département météorologique du Kenya au sein du ministère des Transports sont les principales composantes du cadre institutionnel du gouvernement chargé de la construction quotidienne de la résilience climatique.
Le gouvernement kenyan a publié en 2010 la Stratégie nationale de réponse au changement climatique. La loi de 2016 sur le changement climatique établit un Conseil national sur le changement changement climatique, qui est présidé par le président du Kenya:4 à renforcer[Quoi ?] la résilience au changement climatique et le développement à faible émission de carbone pour le développement durable du Kenya, par les gouvernements nationaux et de comté, le secteur privé, la société civile et autres.
Le Plan national d'Adaptation (PAN) a été mis en œuvre en 2015 pour améliorer la résilience climatique,. Le Plan national d'Adaptation contient le rapport d'analyse technique de l'adaptation (ATAR), qui examine les vulnérabilités économiques sectorielles, identifie les besoins d'adaptation et suggère des actions d'adaptation potentielles dans différents pays,.
L'actuel Plan d'action national sur le changement climatique du Kenya (NCCAP 2018-2022)  se concentre sur les mesures d'adaptation et d'atténuation que le pays peut prendre, dans le but d'un "développement à faible émission de carbone et résilient au changement climatique". L'Autorité nationale de gestion de l'environnement est considéré comme étant d'organisme accrédité du pays,.

## Société et culture
Dans les zones urbaines, l'augmentation de la population et la taille des établissements informels exposent davantage de personnes à la chaleur, aux inondations et à la pénurie d'eau.
Les zones semi arides et arides totalisent 38% de la population et produisent 12 % du PIB,. Les taux de pauvreté dans les TASA du nord restent supérieurs à 80 %.